# Venson Hamilton
Pour les articles homonymes, voir Hamilton.
Venson Hamilton, né le 11 août 1977 à Forest City en Caroline du Nord, est un joueur américain de basket-ball.

## Biographie
Après une carrière universitaire dans l'équipe des Nebraska Cornhuskers de l'université du Nebraska, Hamilton est choisi en 50e position lors de la Draft 1999 de la NBA par les Houston Rockets.

## Clubs successifs
- 1995-1999 :  Nebraska Cornhuskers (NCAA)
- 1999-2000 :  Record Napoli (Lega Due)
- 2000-2001 :  Prokom Trefl Sopot
- 2001 :  Banca Populare Ragusa (Lega Due)
- 2001-2002 :  Sinteco Ferrara (Lega Due)
- 2002-2003 :  Tenerife Baloncesto (LEB)
- 2003-2004 :  CBD Bilbao (LEB)
- 2004-2005 :  Joventut de Badalona (Liga ACB)
- 2005-2009 :  Real Madrid (Liga ACB)
- 2011 :  CB Gran Canaria (Liga ACB)

## Palmarès

### En club
compétitions internationales 
- Vainqueur de la Coupe ULEB 2007
- Finaliste de la Coupe du Roi 2007

 compétitions nationales 
- Champion d'Espagne 2007

### Distinction personnelle
- Joueur de l'année de la Big 12 Conference